# Gude Suckale-Redlefsen
Gude Suckale-Redlefsen (* 1944) ist eine deutsche Kunsthistorikerin.

## Werdegang
Gude Suckale-Redlefsen studierte Kunstgeschichte sowie Christliche und Klassische Archäologie in Freiburg und München, wo sie 1970 mit einer Arbeit über die Bilderzyklen zum Davidleben promovierte. Etwa von 1965 bis 1979 war sie als wissenschaftliche Mitarbeiterin im Projekt L’Image du Noir dans l’Art Occidental für die Menil Foundation in Houston tätig.
An der Staatsbibliothek Bamberg analysierte und katalogisierte sie illuminierte Handschriften. Als freiberufliche Kunsthistorikerin arbeitete sie an verschiedenen Ausstellungen mit und publizierte zur Darstellung von Schwarzen in der Kunst sowie zu mittelalterlicher Miniaturmalerei.
Suckale-Redlefsen war mit dem Kunsthistoriker Robert Suckale († 2020) verheiratet, mit dem sie auch gemeinsam publizierte.

## Publikationen (Auswahl)

### Monografien
- Die Bilderzyklen zum Davidleben: von den Anfängen bis zum Ende des 11. Jahrhunderts. München 1972.
- Staatsbibliothek Bamberg (Hrsg.): Der Buchschmuck zum Psalmenkommentar des Petrus Lombardus im Bamberg : Bamberg, Staatsbibliothek, Msc. Bibl. 59. L. Reichert, Wiesbaden 1986, ISBN 3-88226-273-7.
- Mauritius, der heilige Mohr. Schnell & Steiner, München 1987, ISBN 3-7954-0240-9.
- Staatsbibliothek Bamberg (Hrsg.): Die Handschriften des 12. Jahrhunderts der Staatsbibliothek Bamberg. Wiesbaden 1995, ISBN 978-3-447-03530-9.
- mit Volker Duvigneau: Plakate in München 1840–1940. Eine Dokumentation zu Geschichte und Wesen des Plakats in München aus den Beständen der Plakatsammlung des Münchner Stadtmuseums. Hrsg.: Deutsches Historisches Museum. Münchner Stadtmuseum, München 1978.

### Aufsätze
- Schwarze in der Kunst Böhmens unter den Luxemburgern. In: Jirí Fajt (Hrsg.): Kunst als Herrschaftsinstrument. Böhmen und das Heilige Römische Reich. Berlin 2009, S. 328–345.
- Schwarze Madonnen, in: Ausst.-Kat., LVR-LandesMuseum Bonn. In: Robert Suckale (Hrsg.): Schöne Madonnen am Rhein. Leipzig 2009, ISBN 3-86502-235-9, S. 160–175.